# Aashna Kanhai
Aashna Kanhai is een Surinaams jurist en diplomaat. Van 2012 tot  en met  2021 zij ambassadeur in India.

## Biografie
Aashna Kanhai is de dochter van de strafadvocaat Irwin Kanhai. Zelf werkte zij tot 2011 ook in de advocatuur en is ze gespecialiseerd in internationaal recht. Ze was onder meer advocaat van de Surinaamse oud-militair die in 2005 een auto in het konvooi van Nederlands premier Jan-Peter Balkenende ramde, tijdens diens bezoek aan Suriname ter gelegenheid van dertig jaar onafhankelijkheid.
Op 18 november 2011 werd zij door president Desi Bouterse beëdigd tot nieuwe ambassadeur in India. Zij oefende haar functie uit vanaf 2012. In de eerste jaren van dit ambt had zijn nog de Nederlandse nationaliteit.
Zij kwam in 2014 in het nieuws nadat haar ex-vriend aangifte tegen haar had gedaan wegens mishandeling. In 2016 stelde de toenmalige oppositieleider Chan Santokhi vragen in De Nationale Assemblée over vermeende malversaties van Kanhai als ambassadeur. Zij bleef aan tot circa 2020.
In 2022 keerde ze terug in de advocatuur.